# Salvadora grahamiae

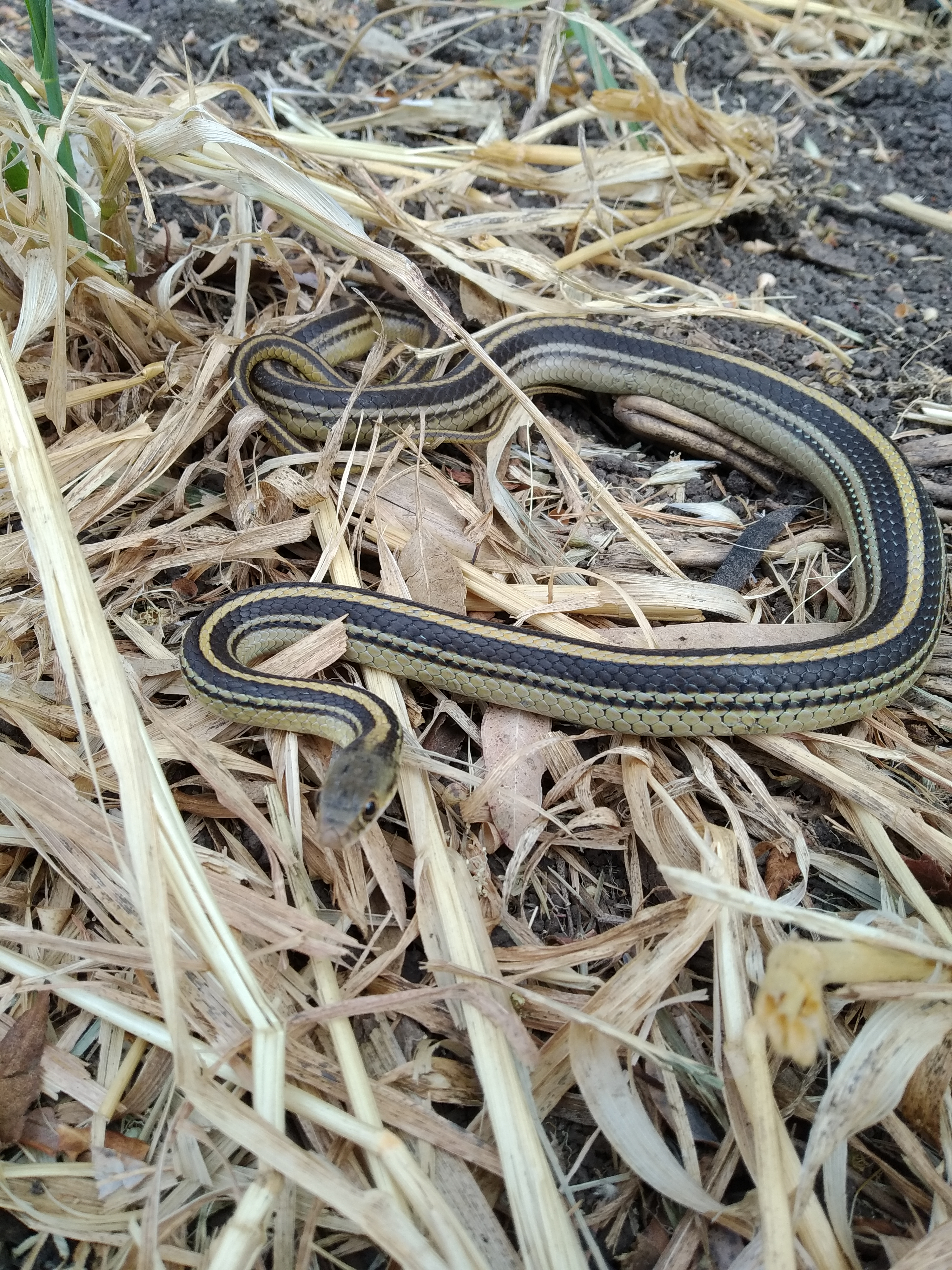
Salvadora grahamiae

Salvadora grahamiae är en ormart som beskrevs av Baird och Girard 1853. Salvadora grahamiae ingår i släktet Salvadora och familjen snokar. IUCN kategoriserar arten globalt som livskraftig.
Arten förekommer i delstaterna Arizona, New Mexico och Texas i södra USA samt i norra Mexiko. Den lever i låglandet och i bergstrakter upp till 1980 meter över havet. Habitatet varierar mellan savanner, öppna skogar med barrträd och ekar samt av buskskogar.

## Underarter
Arten delas in i följande underarter:
- S. g. grahamiae
- S. g. lineata